# Districte de Poitiers
El Districte de Poitiers és un dels tres districtes del departament francès de la Viena, a la regió de la Nova Aquitània. Té 15 cantons i 87 municipis. El cap del districte és la prefectura de Poitiers.

## Cantons
cantó de Lusignan - cantó de Mirebeau - cantó de Neuville-de-Poitou - cantó de Poitiers-1 - cantó de Poitiers-2 - cantó de Poitiers-3 - cantó de Poitiers-4 - cantó de Poitiers-5 - cantó de Poitiers-6 - cantó de Poitiers-7 - cantó de Saint-Georges-lès-Baillargeaux - cantó de Saint-Julien-l'Ars - cantó de La Villedieu-du-Clain - cantó de Vivonne - cantó de Vouillé